# Caius Fabius Dorso Licinus
 (avril 2021).
Si vous disposez d'ouvrages ou d'articles de référence ou si vous connaissez des sites web de qualité traitant du thème abordé ici, merci de compléter l'article en donnant les références utiles à sa vérifiabilité et en les liant à la section « Notes et références ».
Pour les articles homonymes, voir Licinus.
Caius Fabius Dorso Licinus était un homme politique romain de la famille patricienne des Fabii. Fils de Marcus Fabius Dorso (consul en 345 av. J.-C.) et père de Marcus Fabius Licinus (consul en 246 av. J.-C.).
En 273 av. J.-C., il est consul. Il meurt pendant son consulat.